# FK Kolubara
Maillots
Actualités
Dernière mise à jour : 10 mai 2023.
Le Fudbalski Klub Kolubara 1919 (en serbe : Фудбалски Клуб Колубара 1919), plus couramment abrégé en FK Kolubara 1919, est un club serbe de football fondé en 1919 et basé dans la ville de Lazarevac.
Le club joue actuellement en 1re division serbe.

## Histoire
Le FK Kolubara est fondé en 1919, et reprend le nom de la rivière Kolubara à proximité de Lazarevac. Le club évolue de 1983 à 1985 en deuxième division yougoslave, puis pendant des années dans les deuxième ou troisième divisions de Yougoslavie (1992-2003), de Serbie-et-Monténégro (2003-2006), puis de Serbie (depuis 2006).
En 2005-2006, jouant en troisième division le FK Kolubara atteint la demi-finale de la Coupe de Serbie-et-Monténégro, étant éliminé par OFK Belgrade. Lors de la saison 2009-2010, le club manque de peu la montée en première division, une défaite lors de la dernière journée prive le FK Kolubara de la promotion. Il faudra attendre la saison 2020-2021 pour voir la première promotion en Superliga serbe.

## Bilan sportif

### Palmarès
| Compétitions nationales                                           |
| ----------------------------------------------------------------- |
| - Championnat de Serbie D3 (2) : - Champion : 2007-08 et 2013-14. |

### Bilan par saison
| Saison    | Championnat | Championnat | Championnat | Championnat | Championnat | Championnat | Championnat | Championnat | Championnat | Championnat | Coupe de Serbie     |
| Saison    | Division    | Pos         | Pts         | J           | V           | N           | D           | BP          | BC          | Diff        | Coupe de Serbie     |
| --------- | ----------- | ----------- | ----------- | ----------- | ----------- | ----------- | ----------- | ----------- | ----------- | ----------- | ------------------- |
| 2006-2007 | 3e Belgrade | 2e          | 78          | 34          | 24          | 6           | 4           | 74          | 29          | +45         | —                   |
| 2007-2008 | 3e Belgrade | 1er         | 61          | 30          | 18          | 7           | 5           | 40          | 18          | +22         | —                   |
| 2008-2009 | 2e          | 11e         | 42          | 34          | 10          | 12          | 12          | 33          | 36          | -3          | —                   |
| 2009-2010 | 2e          | 3e          | 56          | 34          | 14          | 14          | 6           | 37          | 31          | +6          | Seizièmes de finale |
| 2010-2011 | 2e          | 15e         | 33          | 34          | 9           | 9           | 16          | 33          | 43          | -10         | Huitièmes de finale |
| 2011-2012 | 2e          | 11e         | 43          | 34          | 12          | 7           | 15          | 35          | 43          | -8          | Huitièmes de finale |
| 2012-2013 | 2e          | 15e         | 27          | 34          | 6           | 9           | 19          | 30          | 48          | -18         | Seizièmes de finale |
| 2013-2014 | 3e Belgrade | 1er         | 58          | 30          | 17          | 7           | 6           | 47          | 29          | +18         | —                   |
| 2014-2015 | 2e          | 11e         | 38          | 30          | 9           | 11          | 10          | 34          | 43          | -9          | —                   |
| 2015-2016 | 2e          | 7e          | 42          | 30          | 11          | 9           | 10          | 29          | 28          | +1          | Seizièmes de finale |
| 2016-2017 | 2e          | 13e         | 32          | 30          | 7           | 11          | 12          | 28          | 35          | -7          | Seizièmes de finale |
| 2017-2018 | 3e Belgrade | 10e         | 39          | 30          | 10          | 9           | 11          | 38          | 46          | -8          | Tour préliminaire   |
| 2018-2019 | 3e Belgrade | 3e          | 65          | 30          | 20          | 5           | 5           | 69          | 33          | +36         | Seizièmes de finale |
| 2019-2020 | 2e          | 5e          | 47          | 30          | 13          | 8           | 9           | 35          | 25          | +10         | —                   |
| 2020-2021 | 2e          | 2e          | 69          | 34          | 21          | 6           | 7           | 53          | 31          | +22         | Seizièmes de finale |
| 2021-2022 | 1re         | 10e         | 46          | 37          | 14          | 4           | 19          | 42          | 65          | -23         | Huitièmes de finale |
| 2022-2023 | 1re         | 15e         | 32-9        | 37          | 11          | 8           | 18          | 28          | 57          | -29         | Huitièmes de finale |

1. ↑  Une pénalité de neuf points est infligée au FK Kolubara le 23 mai 2023 à la suite d'une affaire de matchs truqués[4].

Légende
- Promotion en division supérieure.
- Relégation en division inférieure.

## Personnalités du club

### Présidents du club
- Bojan Stević

### Entraîneurs du club
| - Marjan Živković (2008) - Zoran Milinković (2008) - Dragan Grčić (2009 - 2010) - Nebojša Maksimović (2010) - Dragan Grčić (2010 - 2012) - Vinko Marinović (2012) - Dražen Dukić (2012) - Radovan Radaković (2013) - Vladimir Pantelić (2013 - 2014) | - Predrag Ristanović (2014) - Zoran Govedarica (2015) - Dejan Nikolić (2015 - 2016) - Branislav Bajić & Milan Kuljić (2016 - 2017) - Bogdan Korak (2017) - Veroljub Dukanac (2017) - Marko Milovanović (2017) - Dragan Grčić (2017 - 2018) | - Veroljub Dukanac (2018 - 2019) - Slađan Nikolić (2019) - Zoran Milinković (2019 - 2020) - Dejan Nikolić (2020) - Zoran Milinković (2020 - 2021) - Dragan Radojičić (2021) - Dejan Đurđević (2021 - ) |